# Niccolò di Giovanni Sernigi
Niccolò Sernigi (Florença, ca. 1415 - desconhecido, depois de 1480), ou em português Nicolau Sernigi, foi um clérigo e nobre florentino, da família de banqueiros e nobres Sernigi. Era primo do pai de Girolamo Sernigi e viveu na mesma rua em Florença. Foi o edificador e padre da Igreja de Santa Maria do Carmo de Marrocos, em 1459, onde ainda lá existe um busto do mesmo e algumas pinturas, datadas de 1475.

## Biografia
Niccolò di Giovanni Sernigi nasceu por volta de 1415 em Florença. Primo de Cipriano di Chiementi Sernigi, pai de Girolamo Sernigi, era membro da poderosa família de mercadores e nobres Sernigi, com ligações económicas à família Médici. Niccolò detinha terras e vilas na região de Florença, e era o podestà do Castelfiorentino. 
Em 1459, Niccolò manda edificar a Igreja de Santa Maria do Carmo de Marrocos, na zona onde uma imagem da Nossa Senhora supostamente lhe apareceu. Converte-se e torna-se padre da mesma igreja.
Em 1473, pede a Lourenço de Médici apoio na imborsazione para si e para os seus irmãos.
Em 1475, encomenda a Nero di Bicci e manda colocar na mesma Igreja duas pinturas do sucedido, custando ambas 36 florins, e encomenda um busto a Andrea della Robia. 
1. 1 2  McLean, Paul D. (7 de dezembro de 2007). The Art of the Network: Strategic Interaction and Patronage in Renaissance Florence (em inglês). [S.l.]: Duke University Press
2. ↑  Magazzino toscano (em italiano). [S.l.]: Appresso P. G. Viviani
3. 1 2  Horn, Tammy (25 de novembro de 2011). Beeconomy: What Women and Bees Can Teach Us about Local Trade and the Global Market (em inglês). [S.l.]: University Press of Kentucky
4. ↑  Princeton Monographs in Art and Archaeology: Quarto series (em inglês). [S.l.]: Princeton University Press. 1922
5. ↑  Salvadori, Patrizia (2000). Dominio e patronato: Lorenzo dei Medici e la Toscana nel Quattrocento (em italiano). [S.l.]: Ed. di Storia e Letteratura
6. ↑  Le Opere di Giorgio Vasari (em italiano). [S.l.: s.n.] 1878